# Yĭngdōng Qū
Yĭngdōng Qū o distrito de Yĭngdōng es una localidad de la ciudad-prefectura de Fuyang en la provincia de Anhui, República Popular China, con una población censada en noviembre de 2010 de 519 562 habitantes.
Se encuentra situada al noroeste de la provincia, cerca del río Huai y de la frontera con la provincia de Henán.